# Loma Negra
Loma Negra é uma fabricante de cimentos argentina pertencente à InterCement, do grupo brasileiro Mover Participações (antigo Camargo Corrêa).

## História

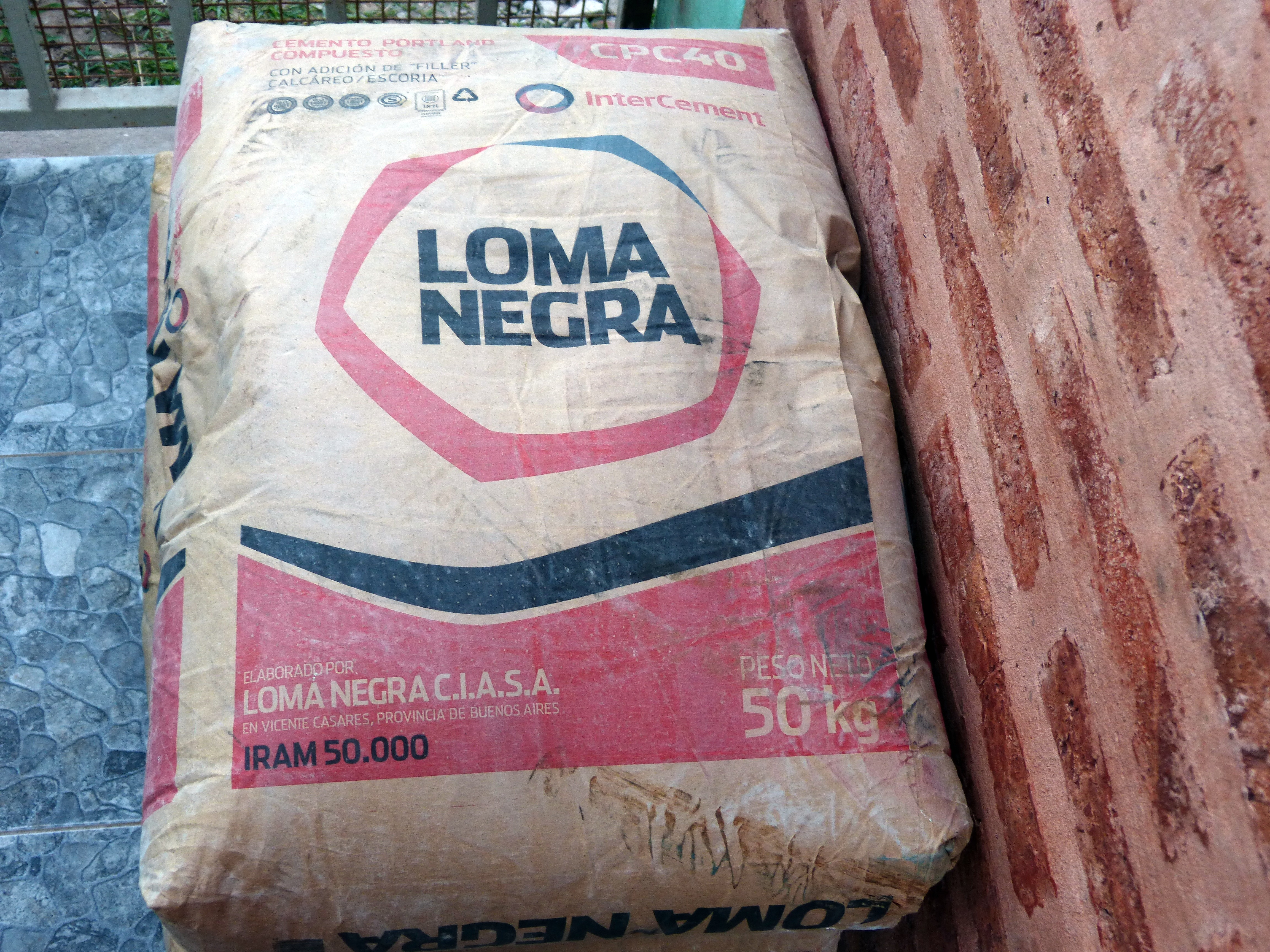
Saco de cimento da Loma Negra

A descoberta de grandes depósitos de calcário por Alfredo Fortabat em sua Estância San Jacinto, em 1926, levou-o a decidir abrir uma fábrica de cimento na aldeia vizinha de Loma Negra (ao sul de Olavarría), nos pampas. A escolha do local levou Fortabat a batizar seu novo empreendimento de Loma Negra ("Monte Negro"). A fábrica de cimento foi construída em 1927 e, no início da década de 1950, esta fábrica e outra na vizinha Barker produziam 500.000 toneladas de cimento por ano.
Novas instalações nas cidades andinas de San Juan e Zapala, inauguradas na década de 1960, fizeram da Loma Negra líder na produção de cimento e concreto na Argentina; na década de 1980, a empresa inaugurou sua primeira fábrica de cimento Portland (em outra cidade andina, Catamarca).
A Loma Negra perdeu seu fundador, Alfredo Fortabat, em 1976, e sua viúva, María Amalia Lacroze de Fortabat, tornou-se acionista majoritária da empresa, presidente e presidente do conselho administrativo. A Loma Negra consolidou sua posição de liderança de mercado em seu setor local ao adquirir a recém-privatizada Ferrosur Roca e um concorrente importante, a Cementos San Martín S.A., em 1992. Naquele ano, a Fortabat inaugurou a nova sede do grupo no centro de Buenos Aires.
A empresa diversificou-se para o setor de reciclagem em 1995, com o lançamento da Recycomb, cuja fábrica foi construída em Cañuelas (oeste de Buenos Aires). A aquisição de cinco produtoras de concreto em 1998-99 tornou a Loma Negra líder nacional também nesse setor básico da construção, e uma fábrica inaugurada em 2001 lhe conferiu uma capacidade de produção de 1,6 milhão de toneladas de clínquer para cimento Portland. O Centro Técnico Loma Negra, inaugurado em março de 1999, é o único do gênero na América Latina.
No entanto, dívidas de US$ 270 milhões, contraídas em grande parte durante a crise econômica de 2001, e a idade avançada da Sra. Fortabat levaram a grande dama da indústria argentina a vender sua participação de 80% na Loma Negra. A empresa foi então transferida para o conglomerado brasileiro Camargo Corrêa em maio de 2005, por pouco mais de US$ 1 bilhão.
Na época, a Loma Negra era responsável por metade dos 6 milhões de toneladas de cimento produzidos no país. Após um período de rápido crescimento da economia argentina, quase 10 milhões de toneladas de cimento foram produzidas anualmente na Argentina em 2007-08 – das quais a Loma Negra detinha 48% do mercado. Em 2008, a gigante mexicana do cimento Cemex manifestou interesse em adquirir uma participação majoritária na Loma Negra.
Apesar de um modesto declínio na atividade de construção local desde 2008, como resultado da instabilidade financeira global, um programa de US$ 235 milhões, com duração de cinco anos, para expandir a capacidade em 20%, foi anunciado em novembro.